# Emmanuel Villanis
 (mars 2016).
Si vous disposez d'ouvrages ou d'articles de référence ou si vous connaissez des sites web de qualité traitant du thème abordé ici, merci de compléter l'article en donnant les références utiles à sa vérifiabilité et en les liant à la section « Notes et références ».
Emmanuel Villanis, ou Emmanuel  Villani, né à Lille le 12 décembre 1858 et mort à Paris le 28 août 1914, est un sculpteur français lié au mouvement de l'Art nouveau.

## Biographie
Emmanuel Villanis est issu d'une famille d'origine italienne. Dès 1861, ses parents regagnent l’Italie pour s’installer dans le Piémont. Ils avaient fui l'Italie car la guerre d’indépendance éclatait, sous la menace de Napoléon Bonaparte. En 1871, l’artiste s’inscrit à l'Accademia Albertina de Turin ; il y suit l’enseignement du sculpteur Odoardo Tabacchi (1831-1905). Dès la fin de ses études, son maître le pousse à exposer : son buste Alda, par exemple, est présenté à Milan en 1881.
En 1885, Villanis s'installe à Montmartre, un quartier de Paris qu'il ne quitte plus. La renommée de l’artiste se construit sur sa production de figures féminines. Aida, Judith, Dalila, Lucrèce, Cendrillon : son œuvre rassemble les grandes héroïnes de l’opéra, de la littérature, de la mythologie et de la Bible. Villanis aborde également certains types — la Bohémienne, la Châtelaine, ou encore la Parisienne — et plusieurs allégories, dont La Peinture et La Sculpture.
Réalisées principalement en bronze, parfois chryséléphantines, ses sculptures portent subtilement la marque de l’Art nouveau, dont le lettrage du titre, qui orne régulièrement le socle. Son jeu sur les patines ajoute encore à la finesse du trait, faisant de Villanis un des sculpteurs majeurs de l’Art nouveau. En ce qui concerne la fonte des bronzes, il travaille principalement avec la Société des Bronzes de Paris et avec Eugène Blot.
Exposé onze fois au Salon des artistes français entre 1886 et 1910, Villanis participe également à l’Exposition universelle de 1889 à Paris, et à celle de Chicago en 1903. Sa production a fait l'objet de nombreux faux ; beaucoup de copies circulent encore sur le marché de l'art à l'heure actuelle.
Il est inhumé au Cimetière parisien de Saint-Ouen (1re division).

## Œuvres
Figures bibliques
- Dalila

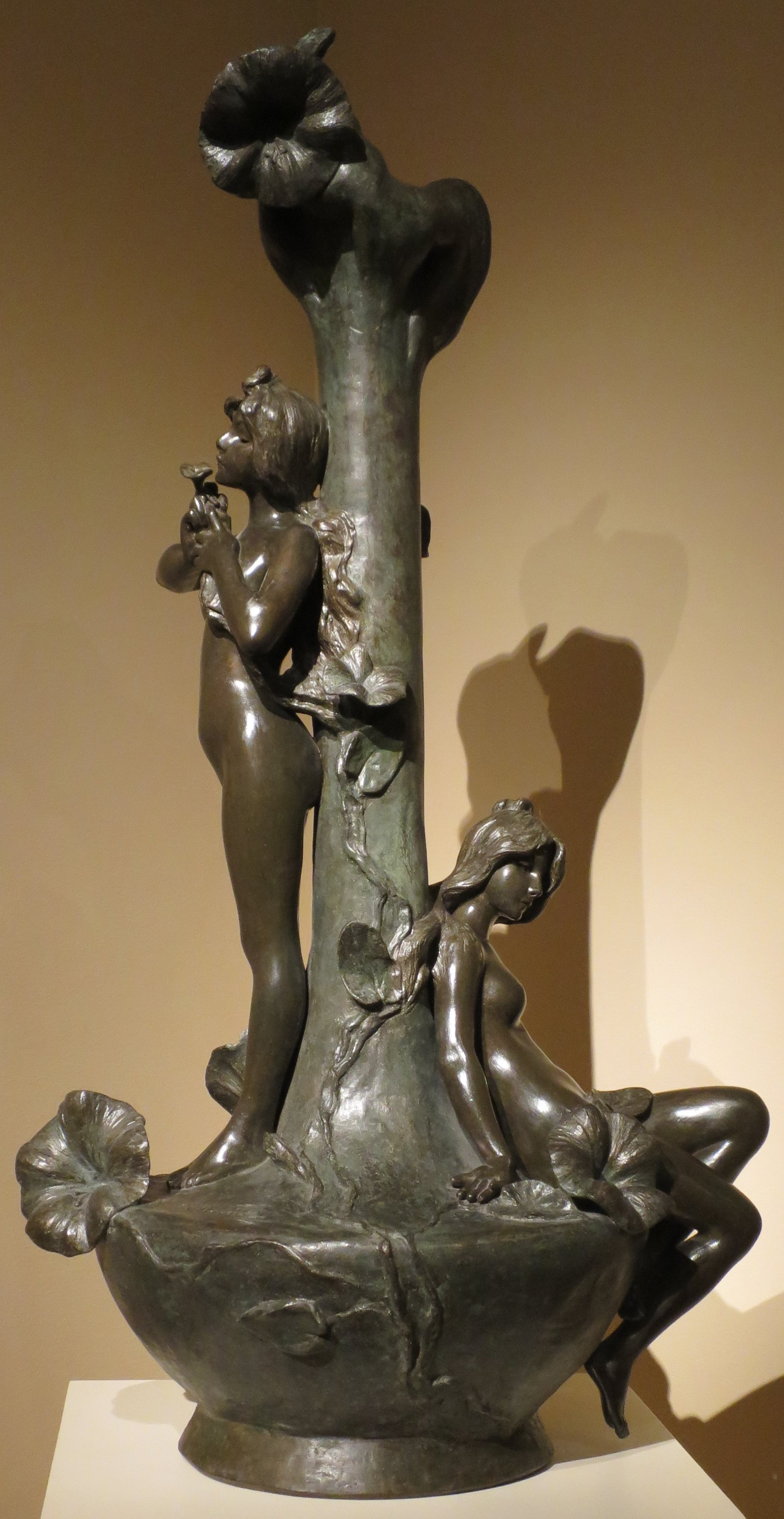
Vase avec figures féminines, entre 1890 et 1910, Moscou, musée des Beaux-Arts Pouchkine.

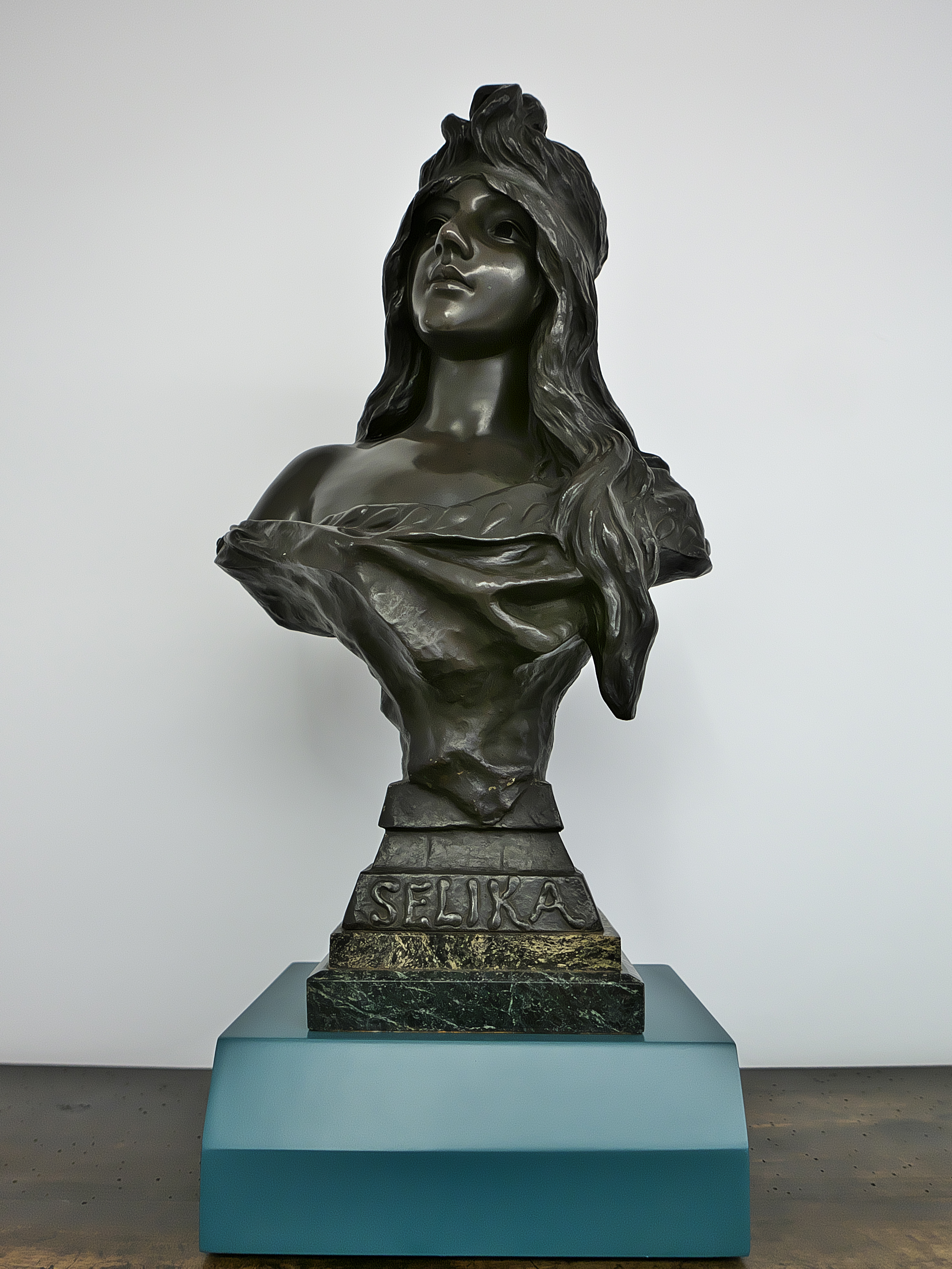
Selika, vers 1900, Séville,.

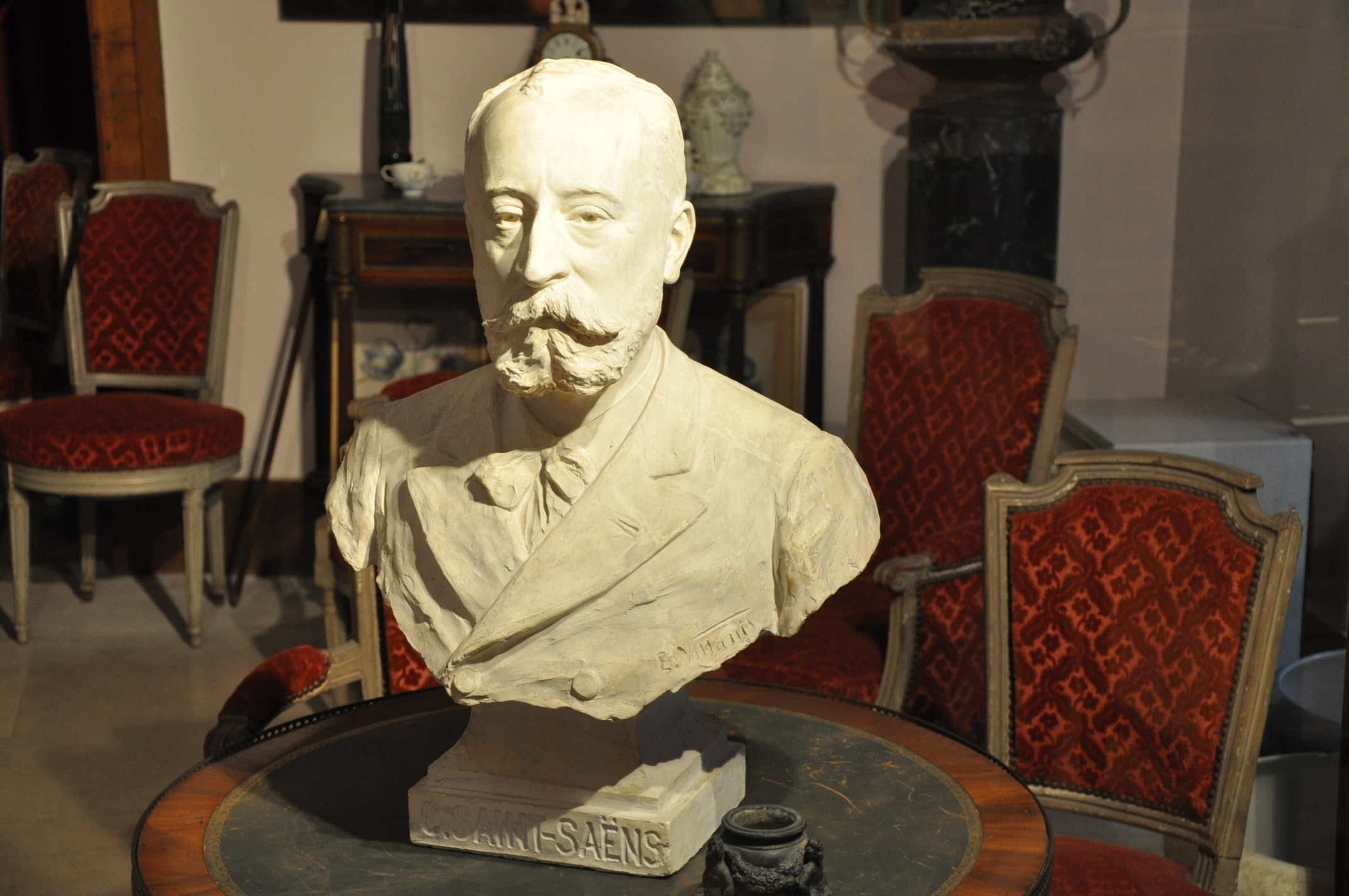
Camille Saint-Saens, Dieppe, château de Dieppe.

- Judith, bronze argenté patine polychrome, vers 1900.
- Rebecca au puits
- Salomé

Figures littéraires ou d'opéra
- Aïda
- Carmen
- Cendrillon
- Cosette
- Esmeralda
- Javotte
- Lakme
- Lalla Roukh
- Lola
- Manon
- Miarka
- Ophélie
- Thaïs

Figures mythologiques ou antiques
- Circé
- Diane
- Galatée
- Ida
- Iris
- Lucrèce
- Phryné
- Sapho
- Sybille
- Tanagra
- Walkyrie
- Naïades, vase

Figures orientalistes
- Sultane
- Shéhérazade

Figures typiques, allégories et autres
- Parisienne
- Châtelaine
- Byzance
- Farfalla
- Bohémienne
- Tzigane
- La Ballerine
- Le Retour du bal
- La Sculpture
- La Peinture
- L'Amour de l'Art, dit aussi La Femme peintre.
- La Palette de l'artiste
- Rêve
- L’Éclipse
- Talisman
- Au Revoir
- Coquelicot
- Pensée
- Fille de Bohème
- Fille d’Ève
- Jeune fille au tambourin
- Enfant du pêcheur
- La Cigale
- Papillon
- Soleil
- Orient
- Mignon
- Frinette
- Lola
- Moé
- Alda
- Carmella
- Nerina
- Saïda

Thème de la captivité
- Captive, bronze doré, vers 1900.
- L'Otage
- L'Esclave
- La Capture
- Prise de Corsaire